# Chimera (gruppo musicale)
I Chimera (in russo Химера?) sono stati un gruppo musicale russo formatosi nel 1990 a San Pietroburgo.
La band era costituita da Ėduard "Rėdt" Starkov (voce, chitarra, tromba, fisarmonica cromatica), Gennadij Bačinskij (chitarra), Jurij Lebedev (basso), Pavel Labutin (violoncello) e Vladislav Victorov (batteria e percussioni).
Nel 1997 Ėduard Starkov si suicidò (all'età di 27 anni). Il gruppo si è sciolto.

## Discografia
- 1991 – Polupetrogradskaja akustika
- 1991 – Korabliki
- 1991 – Sny kočegara
- 1991 – Komissar dymovoj žandarmerii
- 1993 – Chimera
- 1995 – Nuihuli
- 1996 – ZUDWA